# Майи-Нель, Полин Фелисите де
Поли́н Фелисите́ де Майи́-Нель, графиня де Вентими́ль (фр. Pauline Félicité de Mailly-Nesle, comtesse de Vintimille; 1712–1741) — фаворитка французского короля; была второй из пяти знаменитых сестёр де Нель, четыре из которых станут любовницами короля Франции Людовика XV; она была его официальной фавориткой с 1739 по 1741 год.

## Биография
Полин Фелисите была второй дочерью Луи де Майи, маркиза де Нель и де Майи, принца Оранского (1689–1767) и Арманды Фелис де Ла Порт Мазарини (1691–1729). Её родители поженились в 1709 году. Её мать была дочерью Поля Жюля де Ла Порта, герцога Мазарини и де ла Мейлерэ (1666–1731), сына известной авантюристки Гортензии Манчини, племянницы кардинала Джулио Мазарини.  
У Полины Фелисите было четыре родных сестры:
- Луиз Жюли де Майи-Нель[англ.], мадемуазель де Майи, графиня Майи (1710–1751),
- Диан Аделаид де Майи-Нель[англ.], мадемуазель де Монкаврель, герцогиня Лаурагэ (1714–1769),
- Ортанс Фелисите де Майи-Нель[англ.], мадемуазель де Шалон, маркиза де Флавакур (1715–1799).
- Мари-Анн де Майи-Нель, мадемуазель де Монши, маркиза де ла Турнель, герцогиня Шатору (1717–1744).

Единственной из сестёр, которая не стала любовницей короля Людовика, была маркиза де Флавакур, остальные последовательно, а отчасти и одновременно, являлись официальными фаворитками молодого французского короля. 
Луиз Жюли была первой сестрой, которая привлекла короля, за ней последовала Полин Фелисите, но именно Мари Анн была наиболее успешной в манипулировании им и обретении политического могущества.
У Полин Фелисите также была младшая сводная сестра Анриетт де Бурбон (1725–1780), мадемуазель де Вернёй, от отношений её матери с герцогом де Бурбоном, главным министром Людовика XV с 1723 по 1726 год.

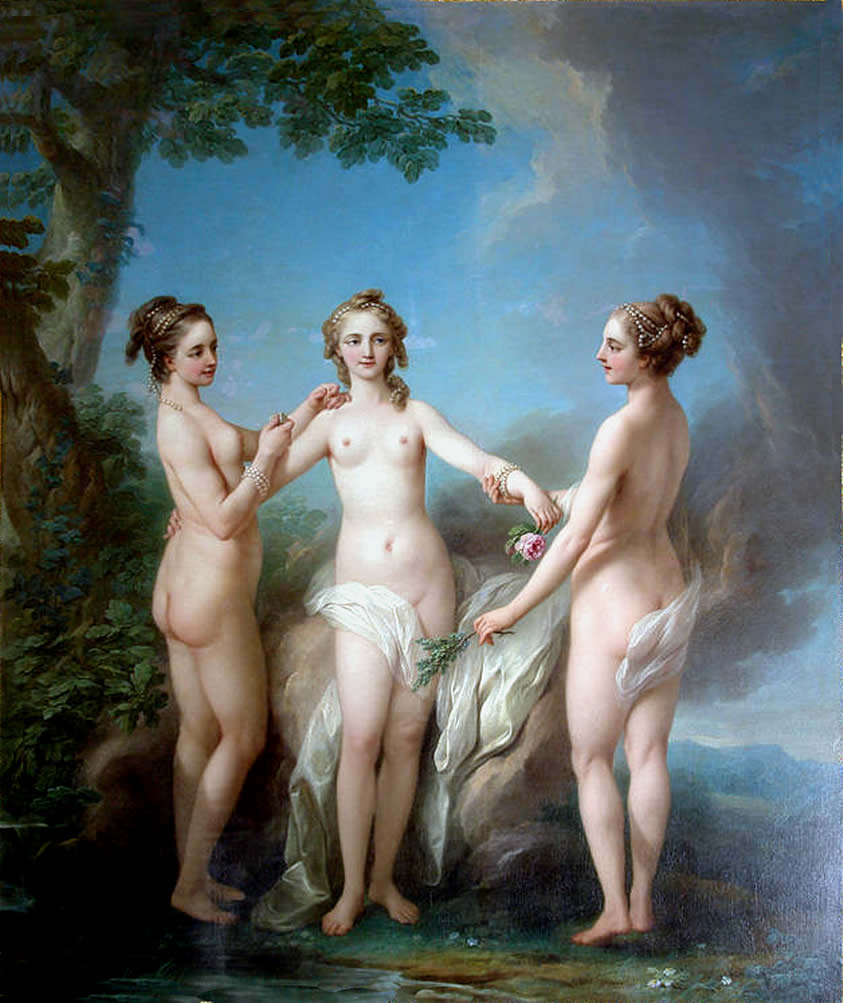
«Три грации»
(художник Ван Лоо)
Изображены Полин и, предположительно, её сёстры

Помимо жены и фаворитки Людовик располагал целым «гаремом» любовниц, которых держали в поместье «Олений парк» и других местах. При этом многих фавориток готовили к этому ещё с подросткового возраста, так как король предпочитал «неразвращённых» девушек, а также опасался венерических болезней. В дальнейшем их выдавали замуж с выделением большого приданого. Быть официальной фавориткой в то время было весьма почётно при дворе и многие девушки мечтали об этом. Фаворитки получали воистину королевские подарки, так Полин Фелисите получила замок Шуази-ле-Руа, недавно украшенный синими и серебряными цветами.
Чтобы обеспечить ей соответствующий статус при дворе, король договорился, чтобы она вышла замуж только за дворянина, который согласился не вмешиваться в их отношения. 28 сентября 1739 года Полин Фелисите вышла замуж за Жана Батиста Феликса Юбера де Вентимиля, графа дю Люка (род. 1720), который сразу после свадьбы покинул страну.
Её жизненный период в качестве королевской любовницы был прерван; она умерла 9 сентября 1741 года, когда рожала сына. Её тело поместили на Lit de parade в Версале, но ночью охранники вышли из комнаты, чтобы напиться, а в комнату ворвалась толпа и изувечила труп «королевской шлюхи».
Сына короля и мадам де Вентимиль назвали Луи в честь его отца и присвоили титул герцога де Люка. Он настолько походил на своего отца, что его звали Деми-Луи («Полу-Луи»). Его воспитывала тётя Луиз Жюли. Король заботился об их финансовых нуждах, но никогда не обращал на него особого внимания. Позже Маркиза де Помпадур хотела выдать за него свою дочь, но король не позволил.